# ویدیوچک
ویدیوچک یک برنامه تلویزیونی است، که هر هفته پنجشنبه‌ها ساعت ۲۱:۳۰ شب از شبکه ورزش صداوسیمای جمهوری اسلامی ایران پخش می‌شود. این برنامه مخاطبان فراوانی دارد و نگاهی طنز بر حقایق و اتفاقاتی مهم و دیگر مسائل روز ورزش ایران دارد. اجرای این برنامه را عبدالله روا بر عهده دارد. اولین قسمت این برنامه ۱۴ دی ماه ۱۳۹۶ به روی آنتن شبکه ورزش رفت که تاکنون ادامه داشته و مخاطبین فوتبالی زیادی را پای تلویزیون یا تلویزیون اینترنتی می کشاندفصل ششم این برنامه از ۲۱ اردیبهشت ۱۴۰۲ هر پنجشنبه پخش می‌شود.

## زمان پخش
این برنامهٔ ۳۰ دقیقه‌ای حدوداً ساعت ۲۰:۳۰ یا ۲۱ هر پنجشنبه به‌روی آنتن می‌رود و تکرار آن جمعه‌ها و دوشنبه‌ها ساعت ۱۴:۰۰ است.

## عوامل برنامه
مجری:عبدالله روا / گروه نویسندگان: مجتبی آذری، عبدالله روا، علی قاسمی، اسماعیل جعفری، محمد حسین قاسمی، افشار مقدم،سید علیرضا میرکریمی ابوطالب حسینی/سابتایتل: محمد شعبان نژاد/ دکور: علیرضا میرزایی / مدیرتولید: اسماعیل جعفری / گزارش: محمد حسین قاسمی / صدابردار:سید داود شربتی/ تصویر: امیرحسین درودیان/ تدوین: محمد مهدی آذری/ تیتراژ و گرافیک متحرک: حامد بارئی طبری / تیزرو جلوه‌های ویژه: مهدی عرشیان - هادی عرشیان / تهیه‌کننده: عبدالله روا / کارگردان: مجتبی آذری/ساعت پخش : ۲۰:۳۰ دقیقه